# جكبستو (كورنوال)
جكبستو (بالإنجليزية: Jacobstow)‏ هي قرية و أبرشية مدنية تقع في المملكة المتحدة في إنجلترا. يقدر عدد سكانها بـ 421 نسمة .